# فطر نفاث ناضج

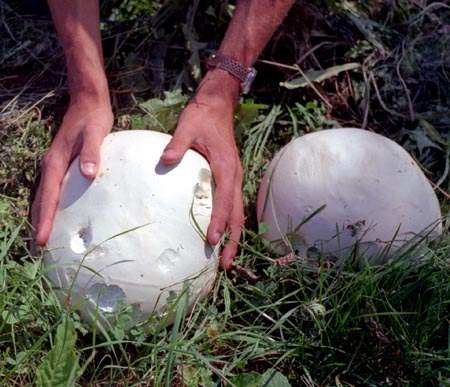
يمكن ملاحظة حجم الفطر النفاث الضخم

الفطر النفاث الضخم (بالإنجليزية: Giant Puffball)‏ هو نوع من أنواع الفطر النفاث ، ينتشر في المروج، الحقول، والغابات التي تتساقط فيها الأوراق بشكل موسمي، ويظهر عادة في الفترة التي تتراوح بين أواخر الصيف والخريف. ينمو هذا الفطر ليصل قطره ما بين 10 إلى 70 سم تقريباً، لكنه قد ينمو ليبلغ قطره 120 سم ووزنه 20 كيلوغرام. يتميز الفطر النفاث الناضج البالغ بلون داخلي بني مخضر، بينما يكون اللون الداخلي للفطر الغير بالغ أبيض.
يعتبر الفطر النفاث الغير من الفطريات الصالحة للأكل، ويقال بأن لهذا الفطر طعم شبيه بالتوفو عند طبخه. بالرغم من أن الفطر النفاث الناضج يحمل شبهاً ببعض الأنواع السامة، إلا أنه يمكن التمييز فيما بينها عن طريق قطعها ومشاهدة اللون أو الشكل الداخلي.
تتكون الأبواغ داخل الجسم المثمر، ويكون لونها مصفراً، وحجمها يتراوح ما بين 3 إلى 5 ميكرومتر. يمكن استخدام الأبواغ المجففة لإيقاف النزيف. يتكون الجسم المثمر للفطر خلال بضعة أسابيع، ثم يبدأ بالتعفن والتحلل، ولا يجب استهلاكه في هذه الحالة.

## معرض صور

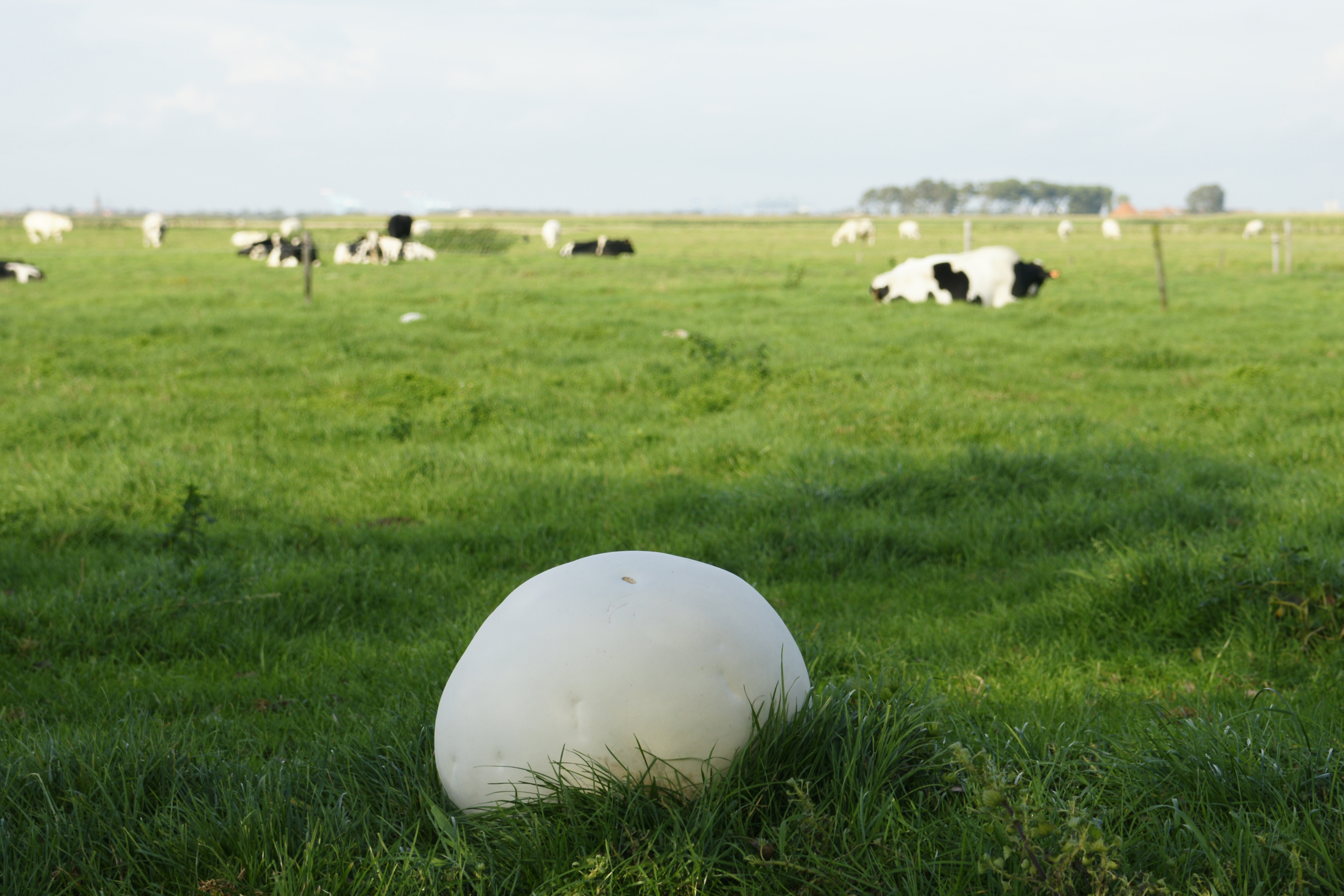
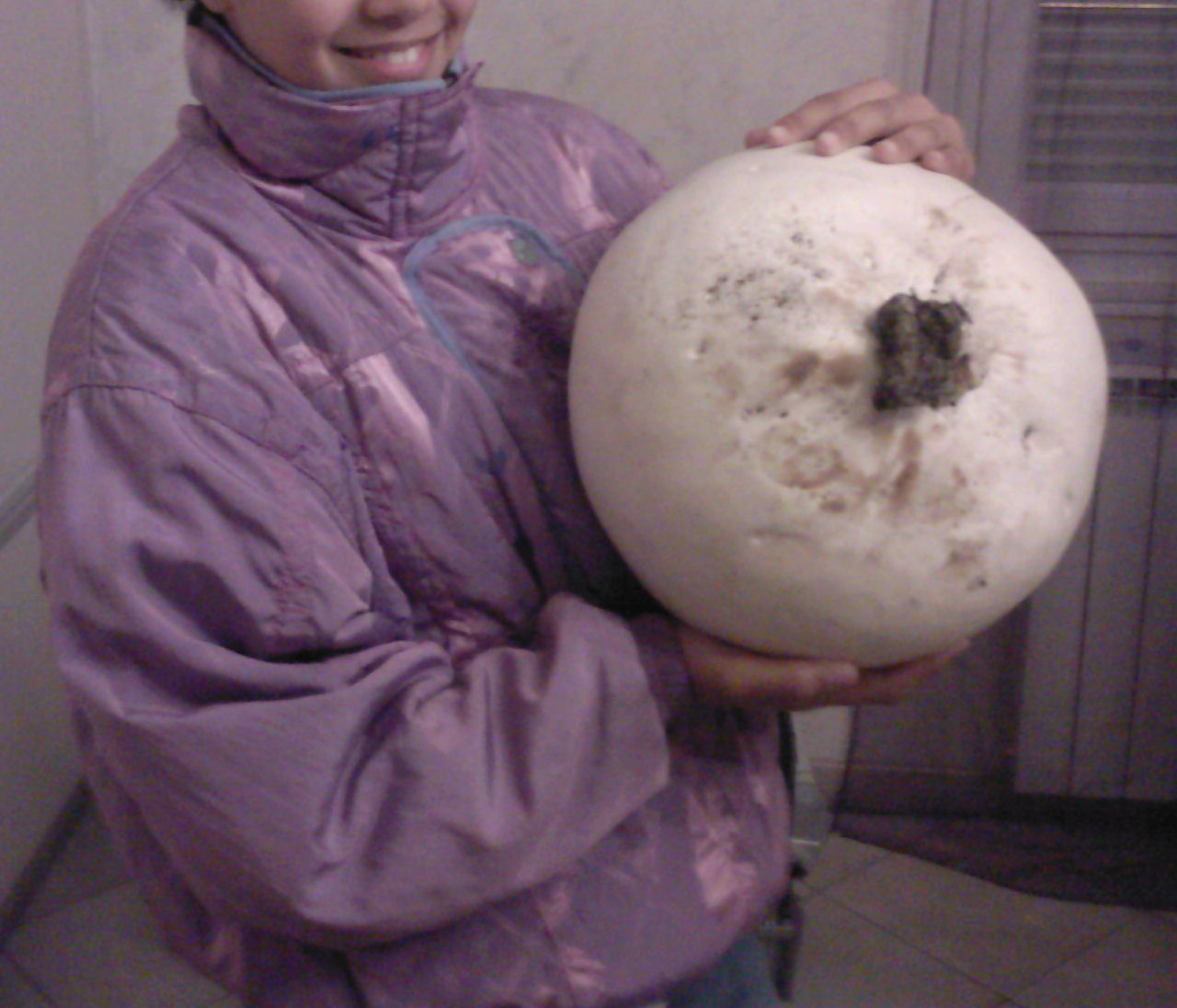
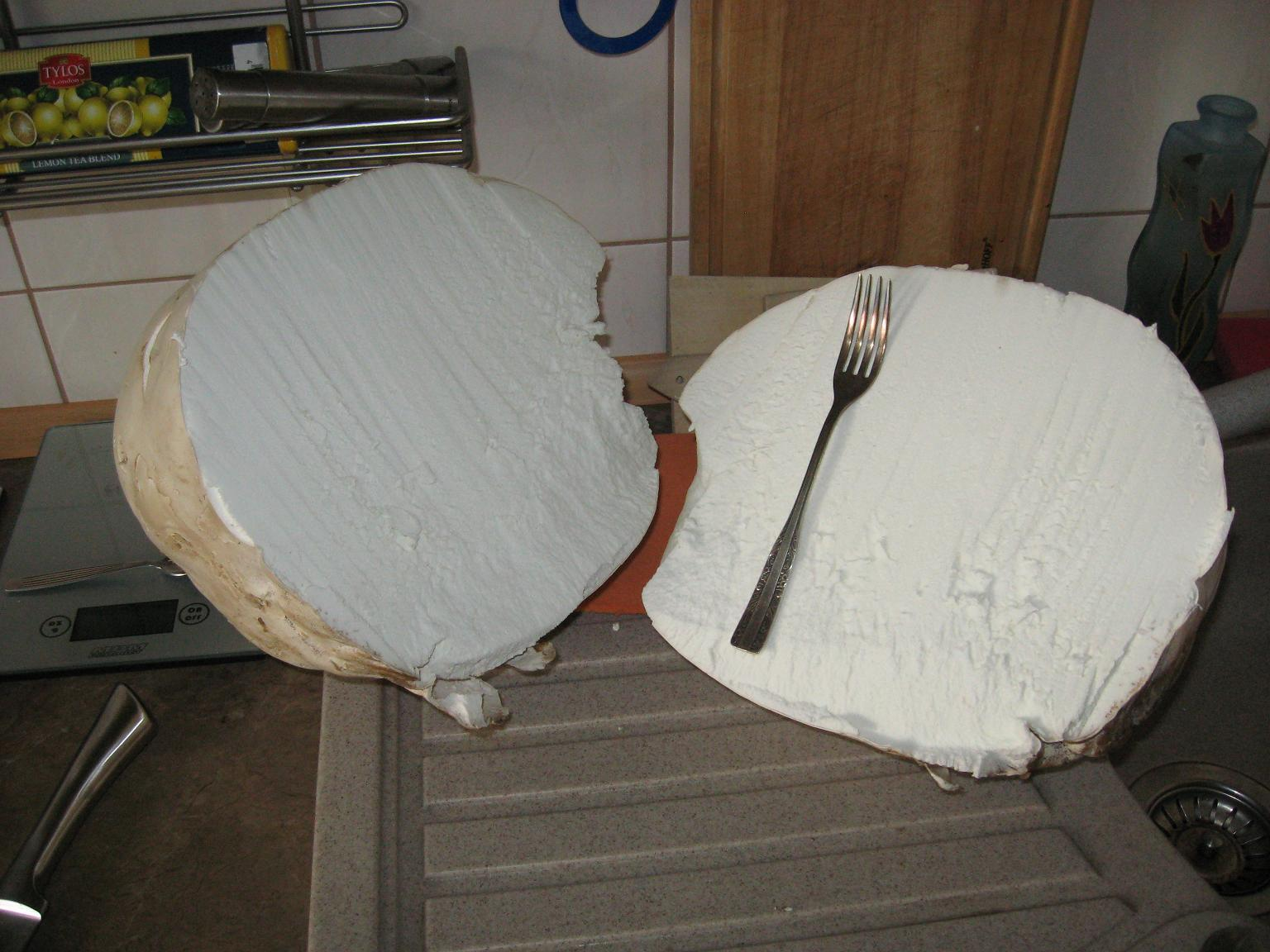